# Christine Falkenland
Christine Anna Lilian Falkenland, (Gotemburgo, 21 de abril de 1967) en Örgryte, es una autora sueca. Ha escrito poesía, novelas y libros infantiles.

## Biografía
Christine Falkenland es la menor de tres hermanos; sus padres, Rolf Falkenland (1936–) y Lilian (1937–1993), eran autores de libros de texto. Falkenland tiene raíces en Dalsland y creció en Mellerud, donde la familia vivía en la finca Bergs. Pasaban los veranos en Smögen, en Bohuslän. Desde el siglo XIX, el schartauanismo tenía un fuerte arraigo en Bohuslän, y Christine Falkenland, una adolescente en búsqueda religiosa, comenzó a estudiar en un seminario para sacerdotes en Gotemburgo. Allí encontró una clara oposición a las mujeres sacerdotes, lo que la llevó a abandonar. Luego se mudó a Estocolmo y se convirtió en columnista en Svenska Dagbladet. Christine Falkenland es pedagoga de escritura y vive en Gotemburgo.

### Carrera literaria
Debutó en 1991 con la colección de poemas Illusio. Los poemas eran autodestructivos, apasionados y cargados de emociones. Illusio significa "aparición diabólica". Varios de estos poemas se incluyeron en la antología Grupo 90, publicada el año anterior. Posteriormente, publicó tres colecciones de poemas más en rápida sucesión: Huvudskalleplatsen, Ve y Blodbok. Su lenguaje es arcaico y está influenciado por la Biblia. Los poemas expresan dolor, pasión, angustia, celos, tristeza y anhelo de Dios. Blodbok se publicó dos años después de la muerte de la madre de Christine Falkenland tras un largo periodo de enfermedad. Blodbok se considera su obra "más desnuda, terrible y hermosa". Estas cuatro primeras colecciones de poemas se publicaron en una edición de bolsillo titulada 4 x dikter en 1999. Para entonces, Falkenland se había convertido en una de las autoras jóvenes suecas más destacadas, cuyos poemas se caracterizaban, entre otras cosas, por la decadencia y la melancolía.
Su primera novela, Släggan och städet, se publicó en 1996, una historia sobre la infancia desamorada de una joven que se compensa con sexo y erotismo. La crítica fue brillante y fue comparada con Henry Miller por esto, pero también con Emilie Flygare-Carlén por la descripción del archipiélago de Bohuslän, donde se desarrolla la novela. Al año siguiente, publicó Skärvor av en sönderslagen spegel, seguida por Min skugga (1998) y Själens begär (2000). Estas cuatro novelas deben considerarse como una totalidad y se publicaron en 2008 bajo el título 4 x prosa. Christine Falkenland escribe en su epílogo: "Hoy veo estas cuatro novelas como partes o fragmentos". Algunas de sus novelas se desarrollan en el paisaje de Bohuslän a principios del siglo pasado. En su vasta obra, ha escrito sobre la exclusión femenina y sobre la relación entre género, alma y sociedad. La novela Öde (2003) incluye, entre otras cosas, una terapia psicoanalítica que la protagonista, Siri, espera que le dé respuestas sobre su complicada relación con su madre. Por Öde, Christine Falkenland recibió el Premio de Literatura de Svenska Dagbladet, el Premio de Novela de la Radio Sueca y la beca de escritor de la ciudad de Gotemburgo. En la novela Trasdockan (2006), describe la infancia y la escolarización en Mellerud. La novela trata sobre la poeta Ylva, quien regresa a su tierra natal y experimenta el aislamiento y el amor destructivo. La novela se considera su obra "más oscura", una distopía. Vinterträdgården (2008) tiene un tono más claro que sus novelas anteriores, a pesar del amor prohibido y destructivo. Sfinx (2011) es una novela epistolar donde la protagonista escribe cartas a la nueva esposa de su exmarido. Los celos y la amargura ocupan cada vez más espacio en su vida, y la novela puede considerarse un thriller psicológico.
Christine Falkenland dice que la fe es una puerta importante a su obra. A los catorce años, se convirtió en una cristiana convencida y leyó toda la Biblia, que considera tanto un libro literario como espiritual, con un lenguaje fantástico. A veces describe su trabajo como un llamado y dice que escribe "al servicio del Señor". El conocido himno Ett brustet halleluja se publicó primero como un poema en la sección de crónicas del periódico Dagen en 2003, donde trabajó durante mucho tiempo. El himno puede considerarse una confesión de fe moderna, pero también una puerta de entrada a su obra. Leonard Cohen utilizó la misma frase, "hallelujah roto", en su canción "Hallelujah" de 1984. Ett brustet halleluja fue musicalizado por Magnus Hördegård y se incluyó en Psalmer i 2000-talet. Christine Falkenland también ha escrito libretos musicales para la Iglesia Sueca: Requiem (2008) y Levande vatten – doporatorium (2009).
Escribió libros infantiles cuando se convirtió en madre, en colaboración con las ilustradoras Ane Lysebo y Mimmi Tollerup. "Escribir libros infantiles es una tarea difícil pero totalmente libre de angustia. Es solo un trabajo divertido, a diferencia de los libros para adultos, que nacen después de un arduo trabajo en rincones oscuros".
Christine Falkenland ha sido traducida a una decena de idiomas, entre ellos danés, francés, italiano, polaco, alemán, rumano, neerlandés, serbio, árabe y ucraniano.

### Lírica
- 1991 – Illusio, Stockholm: Gedin, ISBN 91-7964-092-3 (Ilusión)
- 1992 – Huvudskalleplatsen, Stockholm: Gedin, ISBN 91-7964-123-7(El lugar del cráneo)
- 1994 – Ve, Stockholm: Gedin, ISBN 91-7964-148-2 (Ay)
- 1995 – Blodbok, Stockholm: Gedin, ISBN 91-7964-171-7 (Libro de sangre)
- 1999 – 4 x dikter, Stockholm: Wahlström & Widstrand, ISBN 91-46-17510-5(4 x poemas)
- 2004 – Om honom, Stockholm: Wahlström & Widstrand, ISBN 91-46-20398-2 (Sobre él)

### Novelas
- 1996 – Släggan och städet, Stockholm: Gedin, ISBN 91-7964-240-3 (El martillo y el yunque)
- 1997 – Skärvor av en sönderslagen spegel, Stockholm: Gedin, ISBN 91-7964-233-0 (Fragmentos de un espejo roto)
- 1998 – Min skugga, Stockholm: Wahlström & Widstrand, ISBN 91-46-17380-3 (Mi sombra)
- 2000 – Själens begär, Stockholm: Wahlström & Widstrand, ISBN 91-46-17751-5 (El deseo del alma)
- 2003 – Öde, Stockholm: Wahlström & Widstrand,  ISBN 91-46-20241-2 (Destino)
- 2006 – Trasdockan, Stockholm: Wahlström & Widstrand,  ISBN 9146212191 (Muñeca de trapo)
- 2008 – Vinterträdgården, Stockholm: Wahlström & Widstrand, ISBN 9789146218142 (El jardín de invierno)
- 2011 – Sfinx, Stockholm: Wahlström & Widstrand,  ISBN 9789146221036 (Esfinge)
- 2012 – 4 x prosa, Stockholm: Wahlström & Widstrand,  ISBN 9789146218166 (4 x prosa)
- 2014 – Spjärna mot udden, Stockholm: Wahlström & Widstrand, ISBN 9789146225447(Resistencia al borde)
- 2018 – Själasörjaren, Stockholm: Wahlström & Widstrand, ISBN 9789146234043 (El consejero de almas)

### Libros para niños y jóvenes
- 2005 – Albert och fiolen, Stockholm: Eriksson & Lindgren,  ISBN 91-85199-37-0 (Albert y el violín)
- 2006 – Dansa Dixi, Stockholm: Eriksson & Lindgren,  ISBN 91-85199-73-7 (Baila Dixi)
- 2007 – Josefs resa, Stockholm: Eriksson & Lindgren,  ISBN 9789173770019 (El viaje de José)
- 2008 – Vill du gifta dej med mej?, Stockholm: Eriksson & Lindgren,  ISBN 9789173770163 (¿Quieres casarte conmigo?)

### Otros
- 2003 – "Brustet halleluja", psalm 911 i Psalmer i 2000-talet, Stockholm: Verbum,  ISBN 91-526-2857-4 (Aleluya roto)
- 2004 – Miserere [Musiktryck]: for reciter, chamber ensemble and tape till musik av tonsättaren Axel Englund, Stockholm : STIM/Svensk musik (Miserere)
- 2004 – Längtan korslagd [Musiktryck]: for soprano, viola and harpsichord till musik av tonsättaren Axel Englund, Stockholm: STIM/Svensk musik (Anhelo cruzado)
- 2007 – Rekviem [Libretto], musik av kompositören Jan Sandström (Réquiem)
- 2009 – Levande vatten - ett oratorium om dopet [Libretto] med musik av Stefan Klaverdal (Agua viva - un oratorio sobre el bautismo)

### Premios y distinciones
- 1998 – Wahlström & Widstrands litteraturpris (Premio de Literatura Wahlström & Widstrand)
- 2003 – Svenska Dagbladets litteraturpris (Premio de Literatura de Svenska Dagbladet)
- 2004 – Anders Frostensson stiftelsen Psalm och sång stipendium (Beca de Salmos y Canciones de la Fundación Anders Frostensson)
- 2004 – Svenska kyrkans kulturråds stipendium (Beca del Consejo Cultural de la Iglesia Sueca)
- 2004 – Sveriges Radios Romanpris (Premio de Novela de la Radio Sueca)
- 2005 – Göteborgs Stads författarstipendium (Beca de Escritores de la Ciudad de Gotemburgo)
- 2006 – Dalslands litteraturpris (Premio de Literatura de Dalsland)
- 2007 – Stipendium ur Lena Vendelfelts minnesfond (Beca del Fondo Conmemorativo de Lena Vendelfelt)
- 2009 – De Nios Vinterpris (Premio de Invierno de los Nueve) *2010 – Anders Frostensson stiftelsen Psalm och sång stipendium (Beca de Salmos y Canciones de la Fundación Anders Frostensson)
- 2014 – Albert Bonniers Stipendiefond (Fondo de Becas Albert Bonniers)
- 2015 – Anders Frostensson stiftelsen Psalm och sång stipendium (Beca de Salmos y Canciones de la Fundación Anders Frostensson)
- 2016 – Stipendium från Västra götalands kulturnämnd (Beca del Consejo Cultural de Västra Götaland)
- 2018 – Stipendium ur Lena Vendelfelts minnesfond (Beca del Fondo Conmemorativo de Lena Vendelfelt)
- 2019 – Sigtunastiftelsens författarstipendium (Beca de Escritores de la Fundación Sigtuna)
- 2020 – AIR Litteratur Västra Götalands vistelsestipendium (Beca de Residencia Literaria AIR Västra Götaland)
- 2020 – Göteborgs Stads författarstipendium (Beca de Escritores de la Ciudad de Gotemburgo)